# Grégoire Izidorzyk
Grégoire Izidorzyk est un footballeur français né le 10 mars 1927 à Youx (Puy-de-Dôme). Il jouait au poste de demi. 

## Carrière de joueur
- US Valenciennes-Anzin (1950-1954)

## Palmarès
- Finaliste de la Coupe de France 1951 (avec l'US Valenciennes-Anzin)